# Mistrzostwa Świata w Piłce Siatkowej Mężczyzn 2014 (eliminacje strefy NORCECA)
Eliminacje strefy NORCECA do Mistrzostw Świata w Piłce Siatkowej Mężczyzn 2014 odbywały się w trzech rundach kwalifikacyjnych i brało w nich udział 39 reprezentacji. Eliminacje wyłoniły 5 najlepszych zespołów, które awansowały do Mistrzostw Świata w Piłce Siatkowej Mężczyzn 2014

## Pierwsza runda kwalifikacyjna
awans do drugiej rundy kwalifikacyjnej

### Grupa A
Willemstad
Tabela
| Lp. | Drużyna   | Mecze | Mecze | Mecze | Pkt | Małe punkty | Małe punkty | Małe punkty | Sety | Sety | Sety  |
| Lp. | Drużyna   | M     | W     | P     | Pkt | zdob.       | str.        | ratio       | wyg. | prz. | ratio |
| --- | --------- | ----- | ----- | ----- | --- | ----------- | ----------- | ----------- | ---- | ---- | ----- |
| 1   | Bahamy    | 3     | 3     | 0     | 14  | 258         | 200         | 1.290       | 9    | 1    | 9.000 |
| 2   | Curaçao   | 3     | 2     | 1     | 9   | 271         | 263         | 1.030       | 7    | 5    | 1.400 |
| 3   | Jamajka   | 3     | 1     | 2     | 4   | 208         | 230         | 0.904       | 3    | 7    | 0.429 |
| 4   | Martynika | 3     | 0     | 3     | 3   | 235         | 279         | 0.842       | 3    | 9    | 0.333 |

Źródło: NORCECA
Punktacja: 3:0 – 5 pkt, 3:1 – 4 pkt, 3:2 – 3 pkt, 2:3 – 2 pkt, 1:3 – 1 pkt, 0:3 – 0 pkt
Zasady ustalania kolejności: 1. liczba zwycięstw, 2. liczba punktów, 3. stosunek małych punktów, 4. stosunek setów, 5. bilans w bezpośrednich meczach
Wyniki
| Data  | Godz. | Drużyna 1 | Wynik | Drużyna 2 | 1     | 2     | 3     | 4     | 5     | Widzów | *      |
| ----- | ----- | --------- | ----- | --------- | ----- | ----- | ----- | ----- | ----- | ------ | ------ |
| 01.12 | 09:00 | Jamajka   | 0:3   | Bahamy    | 15:25 | 14:25 | 26:28 |       |       | 150    | Raport |
| 01.12 | 11:00 | Curaçao   | 3:2   | Martynika | 25:18 | 25:20 | 23:25 | 20:25 | 15:13 | 150    | Raport |
| 01.12 | 18:00 | Jamajka   | 3:1   | Martynika | 19:25 | 25:16 | 25:20 | 25:16 |       | 175    | Raport |
| 01.12 | 20:00 | Curaçao   | 1:3   | Bahamy    | 27:25 | 18:25 | 26:28 | 17:25 |       | 250    | Raport |
| 02.12 | 9:00  | Bahamy    | 3:0   | Martynika | 25:16 | 27:25 | 25:16 |       |       | 100    | Raport |
| 02.12 | 11:00 | Curaçao   | 3:0   | Jamajka   | 25:15 | 25:22 | 25:22 |       |       | 150    | Raport |

Mecz o 3 miejsce
| Data  | Godz. | Drużyna 1 | Wynik | Drużyna 2 | 1     | 2     | 3     | 4 | 5 | Widzów | *      |
| ----- | ----- | --------- | ----- | --------- | ----- | ----- | ----- | - | - | ------ | ------ |
| 02.12 | 18:00 | Martynika | 3:0   | Jamajka   | 25:18 | 25:20 | 25:18 |   |   | 100    | Raport |

Finał
| Data  | Godz. | Drużyna 1 | Wynik | Drużyna 2 | 1     | 2     | 3     | 4     | 5 | Widzów | *      |
| ----- | ----- | --------- | ----- | --------- | ----- | ----- | ----- | ----- | - | ------ | ------ |
| 02.12 | 20:00 | Bahamy    | 3:1   | Curaçao   | 22:25 | 25:20 | 25:21 | 25:21 |   | 275    | Raport |

Klasyfikacja końcowa
| Miejsce | Reprezentacja |
| ------- | ------------- |
| 1       | Bahamy        |
| 2       | Curaçao       |
| 3       | Martynika     |
| 4       | Jamajka       |

### Grupa B
Gros Islet
Tabela
| Lp. | Drużyna                   | Mecze | Mecze | Mecze | Pkt | Małe punkty | Małe punkty | Małe punkty | Sety | Sety | Sety  |
| Lp. | Drużyna                   | M     | W     | P     | Pkt | zdob.       | str.        | ratio       | wyg. | prz. | ratio |
| --- | ------------------------- | ----- | ----- | ----- | --- | ----------- | ----------- | ----------- | ---- | ---- | ----- |
| 1   | Saint Lucia               | 3     | 3     | 0     | 15  | 226         | 118         | 1.915       | 9    | 0    | MAX   |
| 2   | Saint Vincent i Grenadyny | 3     | 2     | 1     | 9   | 216         | 198         | 1.091       | 6    | 4    | 1.500 |
| 3   | Grenada                   | 3     | 1     | 2     | 6   | 204         | 222         | 0.919       | 4    | 6    | 0.667 |
| 4   | Sint Eustatius            | 3     | 0     | 3     | 0   | 118         | 225         | 0.524       | 0    | 9    | 0.000 |

Źródło: NORCECA
Punktacja: 3:0 – 5 pkt, 3:1 – 4 pkt, 3:2 – 3 pkt, 2:3 – 2 pkt, 1:3 – 1 pkt, 0:3 – 0 pkt
Zasady ustalania kolejności: 1. liczba zwycięstw, 2. liczba punktów, 3. stosunek małych punktów, 4. stosunek setów, 5. bilans w bezpośrednich meczach
Wyniki
| Data  | Godz. | Drużyna 1                 | Wynik | Drużyna 2                 | 1     | 2     | 3     | 4     | 5 | Widzów | *      |
| ----- | ----- | ------------------------- | ----- | ------------------------- | ----- | ----- | ----- | ----- | - | ------ | ------ |
| 27.04 | 09:00 | Grenada                   | 1:3   | Saint Vincent i Grenadyny | 25:23 | 22:25 | 19:25 | 12:25 |   | 50     | Raport |
| 27.04 | 10:30 | Saint Lucia               | 3:0   | Sint Eustatius            | 25:9  | 25:6  | 25:9  |       |   | 50     | Raport |
| 27.04 | 18:30 | Grenada                   | 3:0   | Sint Eustatius            | 25:21 | 25:13 | 25:15 |       |   | 75     | Raport |
| 27.04 | 20:00 | Saint Lucia               | 3:0   | Saint Vincent i Grenadyny | 25:9  | 25:22 | 25:12 |       |   | 150    | Raport |
| 28.04 | 9:00  | Saint Vincent i Grenadyny | 3:0   | Sint Eustatius            | 25:17 | 25:10 | 25:18 |       |   | 50     | Raport |
| 28.04 | 10:30 | Saint Lucia               | 3:0   | Grenada                   | 25:22 | 25:10 | 25:19 |       |   | 50     | Raport |

Półfinały
| Data  | Godz. | Drużyna 1                 | Wynik | Drużyna 2      | 1     | 2     | 3     | 4     | 5 | Widzów | *      |
| ----- | ----- | ------------------------- | ----- | -------------- | ----- | ----- | ----- | ----- | - | ------ | ------ |
| 28.04 | 18:30 | Saint Vincent i Grenadyny | 3:1   | Grenada        | 27:25 | 20:25 | 25:20 | 25:18 |   | 100    | Raport |
| 28.04 | 20:00 | Saint Lucia               | 3:0   | Sint Eustatius | 25:4  | 25:8  | 25:12 |       |   | 150    | Raport |

Mecz o 3 miejsce
| Data  | Godz. | Drużyna 1 | Wynik | Drużyna 2      | 1     | 2     | 3     | 4 | 5 | Widzów | *      |
| ----- | ----- | --------- | ----- | -------------- | ----- | ----- | ----- | - | - | ------ | ------ |
| 29.04 | 18:00 | Grenada   | 3:0   | Sint Eustatius | 25:21 | 25:14 | 25:23 |   |   | 125    | Raport |

Finał
| Data  | Godz. | Drużyna 1                 | Wynik | Drużyna 2   | 1     | 2     | 3     | 4 | 5 | Widzów | *      |
| ----- | ----- | ------------------------- | ----- | ----------- | ----- | ----- | ----- | - | - | ------ | ------ |
| 29.04 | 19:30 | Saint Vincent i Grenadyny | 0:3   | Saint Lucia | 16:25 | 18:25 | 13:25 |   |   | 200    | Raport |

Klasyfikacja końcowa
| Miejsce | Reprezentacja             |
| ------- | ------------------------- |
| 1       | Saint Lucia               |
| 2       | Saint Vincent i Grenadyny |
| 3       | Grenada                   |
| 4       | Sint Eustatius            |

### Grupa C
Santo Domingo
Tabela
| Lp. | Drużyna                              | Mecze | Mecze | Mecze | Pkt | Małe punkty | Małe punkty | Małe punkty | Sety | Sety | Sety  |
| Lp. | Drużyna                              | M     | W     | P     | Pkt | zdob.       | str.        | ratio       | wyg. | prz. | ratio |
| --- | ------------------------------------ | ----- | ----- | ----- | --- | ----------- | ----------- | ----------- | ---- | ---- | ----- |
| 1   | Dominikana                           | 3     | 3     | 0     | 15  | 225         | 114         | 1.974       | 9    | 0    | MAX   |
| 2   | Haiti                                | 3     | 2     | 1     | 9   | 217         | 201         | 1.080       | 6    | 4    | 1.500 |
| 3   | Gwadelupa                            | 3     | 1     | 2     | 4   | 222         | 280         | 0.793       | 4    | 8    | 0.500 |
| 4   | Wyspy Dziewicze Stanów Zjednoczonych | 3     | 0     | 3     | 2   | 194         | 263         | 0.738       | 2    | 9    | 0.222 |

Źródło: NORCECA
Punktacja: 3:0 – 5 pkt, 3:1 – 4 pkt, 3:2 – 3 pkt, 2:3 – 2 pkt, 1:3 – 1 pkt, 0:3 – 0 pkt
Zasady ustalania kolejności: 1. liczba zwycięstw, 2. liczba punktów, 3. stosunek małych punktów, 4. stosunek setów, 5. bilans w bezpośrednich meczach
Wyniki
| Data  | Godz. | Drużyna 1                            | Wynik | Drużyna 2                            | 1     | 2     | 3     | 4     | 5     | Widzów | *      |
| ----- | ----- | ------------------------------------ | ----- | ------------------------------------ | ----- | ----- | ----- | ----- | ----- | ------ | ------ |
| 03.11 | 09:00 | Dominikana                           | 3:0   | Gwadelupa                            | 25:12 | 25:14 | 25:10 |       |       | 75     | Raport |
| 03.11 | 11:00 | Wyspy Dziewicze Stanów Zjednoczonych | 0:3   | Haiti                                | 23:25 | 17:25 | 13:25 |       |       | 75     | Raport |
| 03.11 | 18:00 | Wyspy Dziewicze Stanów Zjednoczonych | 2:3   | Gwadelupa                            | 25:19 | 17:25 | 32:34 | 25:20 | 11:15 | 200    | Raport |
| 03.11 | 20:00 | Dominikana                           | 3:0   | Haiti                                | 25:15 | 25:17 | 25:15 |       |       | 150    | Raport |
| 04.11 | 9:00  | Haiti                                | 3:1   | Gwadelupa                            | 25:15 | 20:25 | 25:18 | 25:15 |       | 50     | Raport |
| 04.11 | 11:00 | Dominikana                           | 3:0   | Wyspy Dziewicze Stanów Zjednoczonych | 25:9  | 25:12 | 25:10 |       |       | 100    | Raport |

Mecz o 3 miejsce
| Data  | Godz. | Drużyna 1 | Wynik | Drużyna 2                            | 1     | 2     | 3     | 4 | 5 | Widzów | *      |
| ----- | ----- | --------- | ----- | ------------------------------------ | ----- | ----- | ----- | - | - | ------ | ------ |
| 04.11 | 18:00 | Gwadelupa | 3:0   | Wyspy Dziewicze Stanów Zjednoczonych | 25:23 | 25:10 | 25:20 |   |   | 200    | Raport |

Finał
| Data  | Godz. | Drużyna 1  | Wynik | Drużyna 2 | 1     | 2     | 3     | 4 | 5 | Widzów | *      |
| ----- | ----- | ---------- | ----- | --------- | ----- | ----- | ----- | - | - | ------ | ------ |
| 04.11 | 20:00 | Dominikana | 3:0   | Haiti     | 25:14 | 25:16 | 25:21 |   |   | 300    | Raport |

Klasyfikacja końcowa
| Miejsce | Reprezentacja                        |
| ------- | ------------------------------------ |
| 1       | Dominikana                           |
| 2       | Haiti                                |
| 3       | Gwadelupa                            |
| 4       | Wyspy Dziewicze Stanów Zjednoczonych |

### Grupa D
Marigot
Tabela
| Lp. | Drużyna           | Mecze | Mecze | Mecze | Pkt | Małe punkty | Małe punkty | Małe punkty | Sety | Sety | Sety  |
| Lp. | Drużyna           | M     | W     | P     | Pkt | zdob.       | str.        | ratio       | wyg. | prz. | ratio |
| --- | ----------------- | ----- | ----- | ----- | --- | ----------- | ----------- | ----------- | ---- | ---- | ----- |
| 1   | Antigua i Barbuda | 4     | 4     | 0     | 17  | 348         | 261         | 1.333       | 12   | 3    | 4.000 |
| 2   | Saint-Martin      | 4     | 3     | 1     | 13  | 355         | 351         | 1.011       | 10   | 6    | 1.667 |
| 3   | Anguilla          | 4     | 1     | 3     | 9   | 381         | 284         | 1.342       | 8    | 10   | 0.800 |
| 4   | Sint Maarten      | 4     | 1     | 3     | 7   | 342         | 367         | 0.932       | 6    | 10   | 0.600 |
| 5   | Bermudy           | 4     | 1     | 3     | 4   | 298         | 361         | 0.825       | 4    | 11   | 0.364 |

Źródło: NORCECA
Punktacja: 3:0 – 5 pkt, 3:1 – 4 pkt, 3:2 – 3 pkt, 2:3 – 2 pkt, 1:3 – 1 pkt, 0:3 – 0 pkt
Zasady ustalania kolejności: 1. liczba zwycięstw, 2. liczba punktów, 3. stosunek małych punktów, 4. stosunek setów, 5. bilans w bezpośrednich meczach
Wyniki
| Data  | Godz. | Drużyna 1    | Wynik | Drużyna 2         | 1     | 2     | 3     | 4     | 5     | Widzów | *      |
| ----- | ----- | ------------ | ----- | ----------------- | ----- | ----- | ----- | ----- | ----- | ------ | ------ |
| 31.08 | 09:00 | Saint-Martin | 3:0   | Bermudy           | 25:23 | 25:23 | 27:25 |       |       | 50     | Raport |
| 31.08 | 11:00 | Sint Maarten | 0:3   | Antigua i Barbuda | 21:25 | 26:28 | 15:25 |       |       | 50     | Raport |
| 31.08 | 18:00 | Sint Maarten | 1:3   | Anguilla          | 25:18 | 23:25 | 17:25 | 21:25 |       | 100    | Raport |
| 31.08 | 20:00 | Saint-Martin | 1:3   | Antigua i Barbuda | 16:25 | 25:21 | 17:25 | 16:25 |       | 100    | Raport |
| 01.09 | 9:00  | Anguilla     | 2:3   | Antigua i Barbuda | 16:25 | 25:14 | 25:20 | 13:25 | 10:15 | 50     | Raport |
| 01.09 | 11:00 | Sint Maarten | 3:1   | Bermudy           | 25:18 | 28:26 | 21:25 | 25:21 |       | 50     | Raport |
| 01.09 | 18:00 | Bermudy      | 0:3   | Antigua i Barbuda | 11:25 | 11:25 | 14:25 |       |       | 70     | Raport |
| 01.09 | 20:00 | Saint-Martin | 3:1   | Anguilla          | 25:23 | 25:22 | 23:25 | 25:19 |       | 200    | Raport |
| 02.09 | 9:00  | Bermudy      | 3:2   | Anguilla          | 16:25 | 16:25 | 28:26 | 26:24 | 15:10 | 55     | Raport |
| 02.09 | 11:00 | Saint-Martin | 3:2   | Sint Maarten      | 25:16 | 20:25 | 25:17 | 21:25 | 15:12 | 100    | Raport |

### Grupa E
Wielki Kajman
Tabela
| Lp. | Drużyna  | Mecze | Mecze | Mecze | Pkt | Małe punkty | Małe punkty | Małe punkty | Sety | Sety | Sety  |
| Lp. | Drużyna  | M     | W     | P     | Pkt | zdob.       | str.        | ratio       | wyg. | prz. | ratio |
| --- | -------- | ----- | ----- | ----- | --- | ----------- | ----------- | ----------- | ---- | ---- | ----- |
| 1   | Barbados | 3     | 3     | 0     | 14  | 246         | 180         | 1.367       | 9    | 1    | 9.000 |
| 2   | Surinam  | 3     | 2     | 1     | 9   | 269         | 248         | 1.085       | 7    | 5    | 1.400 |
| 3   | Aruba    | 3     | 1     | 2     | 5   | 257         | 278         | 0.924       | 5    | 8    | 0.625 |
| 4   | Kajmany  | 3     | 0     | 3     | 2   | 199         | 265         | 0.751       | 2    | 9    | 0.222 |

Źródło: NORCECA
Punktacja: 3:0 – 5 pkt, 3:1 – 4 pkt, 3:2 – 3 pkt, 2:3 – 2 pkt, 1:3 – 1 pkt, 0:3 – 0 pkt
Zasady ustalania kolejności: 1. liczba zwycięstw, 2. liczba punktów, 3. stosunek małych punktów, 4. stosunek setów, 5. bilans w bezpośrednich meczach
Wyniki
| Data  | Godz. | Drużyna 1 | Wynik | Drużyna 2 | 1     | 2     | 3     | 4     | 5     | Widzów | *      |
| ----- | ----- | --------- | ----- | --------- | ----- | ----- | ----- | ----- | ----- | ------ | ------ |
| 06.10 | 09:00 | Kajmany   | 0:3   | Surinam   | 16:25 | 23:25 | 13:25 |       |       | 50     | Raport |
| 06.10 | 11:00 | Aruba     | 0:3   | Barbados  | 10:25 | 18:25 | 14:25 |       |       | 75     | Raport |
| 06.10 | 18:00 | Surinam   | 1:3   | Barbados  | 21:25 | 25:21 | 22:25 | 19:25 |       | 250    | Raport |
| 06.10 | 20:00 | Kajmany   | 2:3   | Aruba     | 17:25 | 25:17 | 25:23 | 18:25 | 10:15 | 100    | Raport |
| 07.10 | 9:00  | Surinam   | 3:2   | Aruba     | 25:19 | 25:22 | 22:25 | 20:25 | 15:9  | 0      | Raport |
| 07.10 | 11:00 | Kajmany   | 0:3   | Barbados  | 17:25 | 14:25 | 20:25 |       |       | 75     | Raport |

Mecz o 3 miejsce
| Data  | Godz. | Drużyna 1 | Wynik | Drużyna 2 | 1     | 2     | 3     | 4     | 5     | Widzów | *      |
| ----- | ----- | --------- | ----- | --------- | ----- | ----- | ----- | ----- | ----- | ------ | ------ |
| 07.10 | 18:00 | Aruba     | 3:2   | Kajmany   | 21:25 | 25:20 | 11:25 | 25:16 | 15:13 | 300    | Raport |

Finał
| Data  | Godz. | Drużyna 1 | Wynik | Drużyna 2 | 1     | 2     | 3     | 4     | 5     | Widzów | *      |
| ----- | ----- | --------- | ----- | --------- | ----- | ----- | ----- | ----- | ----- | ------ | ------ |
| 07.10 | 20:00 | Surinam   | 3:2   | Barbados  | 25:22 | 18:25 | 15:25 | 25:20 | 15:12 | 100    | Raport |

Klasyfikacja końcowa
| Miejsce | Reprezentacja |
| ------- | ------------- |
| 1       | Surinam       |
| 2       | Barbados      |
| 3       | Aruba         |
| 4       | Kajmany       |

### Grupa F
Road Town
Tabela
| Lp. | Drużyna                    | Mecze | Mecze | Mecze | Pkt | Małe punkty | Małe punkty | Małe punkty | Sety | Sety | Sety  |
| Lp. | Drużyna                    | M     | W     | P     | Pkt | zdob.       | str.        | ratio       | wyg. | prz. | ratio |
| --- | -------------------------- | ----- | ----- | ----- | --- | ----------- | ----------- | ----------- | ---- | ---- | ----- |
| 1   | Dominika                   | 3     | 3     | 0     | 13  | 256         | 164         | 1.561       | 9    | 2    | 4.500 |
| 2   | Saint Kitts i Nevis        | 3     | 2     | 1     | 12  | 241         | 194         | 1.242       | 8    | 3    | 2.667 |
| 3   | Brytyjskie Wyspy Dziewicze | 3     | 1     | 2     | 5   | 169         | 178         | 0.949       | 3    | 6    | 0.500 |
| 4   | Montserrat                 | 3     | 0     | 3     | 0   | 93          | 225         | 0.413       | 0    | 9    | 0.000 |

Źródło: NORCECA
Punktacja: 3:0 – 5 pkt, 3:1 – 4 pkt, 3:2 – 3 pkt, 2:3 – 2 pkt, 1:3 – 1 pkt, 0:3 – 0 pkt
Zasady ustalania kolejności: 1. liczba zwycięstw, 2. liczba punktów, 3. stosunek małych punktów, 4. stosunek setów, 5. bilans w bezpośrednich meczach
Wyniki
| Data  | Godz. | Drużyna 1                  | Wynik | Drużyna 2           | 1     | 2     | 3     | 4     | 5     | Widzów | *      |
| ----- | ----- | -------------------------- | ----- | ------------------- | ----- | ----- | ----- | ----- | ----- | ------ | ------ |
| 07.06 | 09:00 | Dominika                   | 3:2   | Saint Kitts i Nevis | 25:13 | 19:25 | 20:25 | 25:20 | 17:15 | 260    | Raport |
| 07.06 | 11:00 | Brytyjskie Wyspy Dziewicze | 3:0   | Montserrat          | 25:14 | 25:4  | 25:10 |       |       | 300    | Raport |
| 07.06 | 18:00 | Dominika                   | 3:0   | Barbados            | 25:7  | 25:4  | 25:14 |       |       | 150    | Raport |
| 07.06 | 20:00 | Brytyjskie Wyspy Dziewicze | 0:3   | Saint Kitts i Nevis | 11:25 | 18:25 | 11:25 |       |       | 250    | Raport |
| 08.06 | 9:00  | Saint Kitts i Nevis        | 3:0   | Montserrat          | 25:11 | 25:18 | 25:11 |       |       | 1000   | Raport |
| 08.06 | 11:00 | Brytyjskie Wyspy Dziewicze | 0:3   | Dominika            | 16:25 | 12:25 | 20:25 |       |       | 75     | Raport |

Mecz o 3 miejsce
| Data  | Godz. | Drużyna 1                  | Wynik | Drużyna 2  | 1     | 2     | 3     | 4 | 5 | Widzów | *      |
| ----- | ----- | -------------------------- | ----- | ---------- | ----- | ----- | ----- | - | - | ------ | ------ |
| 08.06 | 18:00 | Brytyjskie Wyspy Dziewicze | 3:0   | Montserrat | 25:12 | 25:10 | 25:21 |   |   | 100    | Raport |

Finał
| Data  | Godz. | Drużyna 1 | Wynik | Drużyna 2           | 1     | 2     | 3     | 4     | 5     | Widzów | *      |
| ----- | ----- | --------- | ----- | ------------------- | ----- | ----- | ----- | ----- | ----- | ------ | ------ |
| 08.06 | 20:00 | Dominika  | 3:2   | Saint Kitts i Nevis | 25:22 | 19:25 | 20:25 | 25:23 | 15:13 | 200    | Raport |

Klasyfikacja końcowa
| Miejsce | Reprezentacja              |
| ------- | -------------------------- |
| 1       | Dominika                   |
| 2       | Saint Kitts i Nevis        |
| 3       | Brytyjskie Wyspy Dziewicze |
| 4       | Montserrat                 |

### Grupa G
San Salvador
Tabela
| Lp. | Drużyna        | Mecze | Mecze | Mecze | Pkt | Małe punkty | Małe punkty | Małe punkty | Sety | Sety | Sety  |
| Lp. | Drużyna        | M     | W     | P     | Pkt | zdob.       | str.        | ratio       | wyg. | prz. | ratio |
| --- | -------------- | ----- | ----- | ----- | --- | ----------- | ----------- | ----------- | ---- | ---- | ----- |
| 1   | Honduras       | 3     | 3     | 0     | 13  | 270         | 207         | 1.304       | 9    | 2    | 4.500 |
| 2   | Panama         | 3     | 2     | 1     | 9   | 240         | 190         | 1.263       | 6    | 4    | 1.500 |
| 3   | Salwador       | 3     | 1     | 2     | 8   | 257         | 246         | 1.045       | 6    | 6    | 1.000 |
| 4   | Turks i Caicos | 3     | 0     | 3     | 0   | 111         | 225         | 0.493       | 0    | 9    | 0.000 |

Źródło: NORCECA
Punktacja: 3:0 – 5 pkt, 3:1 – 4 pkt, 3:2 – 3 pkt, 2:3 – 2 pkt, 1:3 – 1 pkt, 0:3 – 0 pkt
Zasady ustalania kolejności: 1. liczba zwycięstw, 2. liczba punktów, 3. stosunek małych punktów, 4. stosunek setów, 5. bilans w bezpośrednich meczach
Wyniki
| Data  | Godz. | Drużyna 1 | Wynik | Drużyna 2      | 1     | 2     | 3     | 4     | 5    | Widzów | *      |
| ----- | ----- | --------- | ----- | -------------- | ----- | ----- | ----- | ----- | ---- | ------ | ------ |
| 18.05 | 18:00 | Panama    | 0:3   | Honduras       | 26:28 | 21:25 | 20:25 |       |      | 350    | Raport |
| 18.05 | 20:00 | Salwador  | 3:0   | Turks i Caicos | 25:11 | 25:8  | 25:12 |       |      | 400    | Raport |
| 19.05 | 16:00 | Panama    | 3:0   | Turks i Caicos | 25:8  | 25:6  | 25:15 |       |      | 150    | Raport |
| 19.05 | 20:00 | Salwador  | 2:3   | Honduras       | 25:21 | 33:31 | 18:25 | 14:25 | 9:15 | 600    | Raport |
| 20.05 | 8:00  | Honduras  | 3:0   | Turks i Caicos | 25:10 | 25:14 | 25:17 |       |      | 150    | Raport |
| 20.05 | 13:00 | Salwador  | 1:3   | Panama         | 20:25 | 25:23 | 12:25 | 20:25 |      | 600    | Raport |

### Grupa H
San José
Tabela
| Lp. | Drużyna   | Mecze | Mecze | Mecze | Pkt | Małe punkty | Małe punkty | Małe punkty | Sety | Sety | Sety  |
| Lp. | Drużyna   | M     | W     | P     | Pkt | zdob.       | str.        | ratio       | wyg. | prz. | ratio |
| --- | --------- | ----- | ----- | ----- | --- | ----------- | ----------- | ----------- | ---- | ---- | ----- |
| 1   | Gwatemala | 3     | 3     | 0     | 13  | 255         | 188         | 1.356       | 9    | 2    | 4.500 |
| 2   | Kostaryka | 3     | 2     | 1     | 12  | 253         | 210         | 1.205       | 8    | 3    | 2.667 |
| 3   | Nikaragua | 3     | 1     | 2     | 5   | 188         | 200         | 0.940       | 3    | 6    | 0.500 |
| 4   | Belize    | 3     | 0     | 3     | 0   | 134         | 226         | 0.593       | 0    | 9    | 0.000 |

Źródło: NORCECA
Punktacja: 3:0 – 5 pkt, 3:1 – 4 pkt, 3:2 – 3 pkt, 2:3 – 2 pkt, 1:3 – 1 pkt, 0:3 – 0 pkt
Zasady ustalania kolejności: 1. liczba zwycięstw, 2. liczba punktów, 3. stosunek małych punktów, 4. stosunek setów, 5. bilans w bezpośrednich meczach
Wyniki
| Data  | Godz. | Drużyna 1 | Wynik | Drużyna 2 | 1     | 2     | 3     | 4     | 5     | Widzów | *      |
| ----- | ----- | --------- | ----- | --------- | ----- | ----- | ----- | ----- | ----- | ------ | ------ |
| 27.07 | 18:00 | Gwatemala | 3:0   | Nikaragua | 25:19 | 25:15 | 25:18 |       |       | 100    | Raport |
| 27.07 | 20:00 | Kostaryka | 3:0   | Belize    | 25:14 | 25:18 | 25:19 |       |       | 300    | Raport |
| 28.07 | 18:00 | Gwatemala | 3:0   | Belize    | 25:16 | 25:10 | 25:7  |       |       | 100    | Raport |
| 28.07 | 20:00 | Kostaryka | 3:0   | Nikaragua | 25:17 | 25:21 | 25:16 |       |       | 350    | Raport |
| 29.07 | 18:00 | Belize    | 0:3   | Nikaragua | 15:25 | 11:25 | 24:26 |       |       | 200    | Raport |
| 29.07 | 20:00 | Kostaryka | 2:3   | Gwatemala | 25:22 | 20:25 | 20:25 | 18:25 | 13:15 | 600    | Raport |

## Druga runda kwalifikacyjna
awans do trzeciej rundy kwalifikacyjnej
     awans do finału grupy

### Grupa I
Marigot
Tabela
| Lp. | Drużyna      | Mecze | Mecze | Mecze | Pkt | Małe punkty | Małe punkty | Małe punkty | Sety | Sety | Sety  |
| Lp. | Drużyna      | M     | W     | P     | Pkt | zdob.       | str.        | ratio       | wyg. | prz. | ratio |
| --- | ------------ | ----- | ----- | ----- | --- | ----------- | ----------- | ----------- | ---- | ---- | ----- |
| 1   | Bahamy       | 3     | 3     | 0     | 13  | 253         | 215         | 1.177       | 9    | 2    | 4.500 |
| 2   | Barbados     | 3     | 2     | 1     | 10  | 216         | 186         | 1.161       | 6    | 3    | 2.000 |
| 3   | Nikaragua    | 3     | 1     | 2     | 7   | 221         | 230         | 0.961       | 5    | 6    | 0.833 |
| 4   | Saint-Martin | 3     | 0     | 3     | 0   | 166         | 225         | 0.738       | 0    | 9    | 0.000 |

Źródło: NORCECA
Punktacja: 3:0 – 5 pkt, 3:1 – 4 pkt, 3:2 – 3 pkt, 2:3 – 2 pkt, 1:3 – 1 pkt, 0:3 – 0 pkt
Zasady ustalania kolejności: 1. liczba zwycięstw, 2. liczba punktów, 3. stosunek małych punktów, 4. stosunek setów, 5. bilans w bezpośrednich meczach
Wyniki
| Data  | Godz. | Drużyna 1    | Wynik | Drużyna 2    | 1     | 2     | 3     | 4     | 5    | Widzów | *      |
| ----- | ----- | ------------ | ----- | ------------ | ----- | ----- | ----- | ----- | ---- | ------ | ------ |
| 10.08 | 09:00 | Barbados     | 3:0   | Nikaragua    | 25:13 | 25:15 | 25:23 |       |      | 50     | Raport |
| 10.08 | 11:00 | Bahamy       | 3:0   | Saint-Martin | 25:16 | 25:16 | 25:22 |       |      | 50     | Raport |
| 10.08 | 18:00 | Barbados     | 0:3   | Bahamy       | 23:25 | 21:25 | 22:25 |       |      | 50     | Raport |
| 10.08 | 20:00 | Saint-Martin | 0:3   | Nikaragua    | 23:25 | 15:25 | 14:25 |       |      | 100    | Raport |
| 11.08 | 09:00 | Bahamy       | 3:2   | Nikaragua    | 19:25 | 25:20 | 25:19 | 19:25 | 15:6 | 50     | Raport |
| 11.08 | 11:00 | Saint-Martin | 0:3   | Barbados     | 22:25 | 18:25 | 20:25 |       |      | 50     | Raport |

Mecz o 3 miejsce
| Data  | Godz. | Drużyna 1 | Wynik | Drużyna 2    | 1     | 2     | 3     | 4 | 5 | Widzów | *      |
| ----- | ----- | --------- | ----- | ------------ | ----- | ----- | ----- | - | - | ------ | ------ |
| 11.08 | 18:00 | Nikaragua | 3:0   | Saint-Martin | 25:21 | 25:17 | 25:21 |   |   | 50     | Raport |

Finał
| Data  | Godz. | Drużyna 1 | Wynik | Drużyna 2 | 1     | 2     | 3     | 4     | 5 | Widzów | *      |
| ----- | ----- | --------- | ----- | --------- | ----- | ----- | ----- | ----- | - | ------ | ------ |
| 11.08 | 20:00 | Bahamy    | 1:3   | Barbados  | 15:25 | 25:22 | 17:25 | 23:25 |   | 150    | Raport |

Klasyfikacja końcowa
| Miejsce | Reprezentacja |
| ------- | ------------- |
| 1       | Barbados      |
| 2       | Bahamy        |
| 3       | Nikaragua     |
| 4       | Saint-Martin  |

### Grupa J
Gros Islet
Tabela
| Lp. | Drużyna             | Mecze | Mecze | Mecze | Pkt | Małe punkty | Małe punkty | Małe punkty | Sety | Sety | Sety  |
| Lp. | Drużyna             | M     | W     | P     | Pkt | zdob.       | str.        | ratio       | wyg. | prz. | ratio |
| --- | ------------------- | ----- | ----- | ----- | --- | ----------- | ----------- | ----------- | ---- | ---- | ----- |
| 1   | Saint Lucia         | 3     | 2     | 1     | 10  | 270         | 239         | 1.130       | 7    | 4    | 1.750 |
| 2   | Haiti               | 3     | 2     | 1     | 10  | 252         | 230         | 1.096       | 7    | 4    | 1.750 |
| 3   | Salwador            | 3     | 2     | 1     | 9   | 278         | 266         | 1.045       | 7    | 5    | 1.400 |
| 4   | Saint Kitts i Nevis | 3     | 0     | 3     | 1   | 185         | 250         | 0.740       | 1    | 9    | 0.111 |

Źródło: NORCECA
Punktacja: 3:0 – 5 pkt, 3:1 – 4 pkt, 3:2 – 3 pkt, 2:3 – 2 pkt, 1:3 – 1 pkt, 0:3 – 0 pkt
Zasady ustalania kolejności: 1. liczba zwycięstw, 2. liczba punktów, 3. stosunek małych punktów, 4. stosunek setów, 5. bilans w bezpośrednich meczach
Wyniki
| Data  | Godz. | Drużyna 1   | Wynik | Drużyna 2           | 1     | 2     | 3     | 4     | 5 | Widzów | *      |
| ----- | ----- | ----------- | ----- | ------------------- | ----- | ----- | ----- | ----- | - | ------ | ------ |
| 27.04 | 09:00 | Saint Lucia | 3:1   | Haiti               | 26:28 | 25:16 | 25:20 | 25:18 |   | 75     | Raport |
| 27.04 | 11:00 | Salwador    | 3:1   | Saint Kitts i Nevis | 25:27 | 25:18 | 25:17 | 25:15 |   | 50     | Raport |
| 27.04 | 18:00 | Haiti       | 3:0   | Saint Kitts i Nevis | 25:22 | 25:13 | 25:11 |       |   | 58     | Raport |
| 27.04 | 20:00 | Saint Lucia | 1:3   | Salwador            | 23:25 | 25:19 | 22:25 | 24:26 |   | 122    | Raport |
| 28.04 | 9:00  | Salwador    | 1:3   | Haiti               | 25:20 | 18:25 | 18:25 | 22:25 |   | 45     | Raport |
| 28.04 | 11:00 | Saint Lucia | 3:0   | Saint Kitts i Nevis | 25:21 | 25:23 | 25:18 |       |   | 75     | Raport |

Mecz o 3 miejsce
| Data  | Godz. | Drużyna 1 | Wynik | Drużyna 2           | 1     | 2     | 3     | 4 | 5 | Widzów | *      |
| ----- | ----- | --------- | ----- | ------------------- | ----- | ----- | ----- | - | - | ------ | ------ |
| 28.04 | 18:00 | Salwador  | 3:0   | Saint Kitts i Nevis | 25:16 | 25:22 | 25:21 |   |   | 100    | Raport |

Finał
| Data  | Godz. | Drużyna 1   | Wynik | Drużyna 2 | 1     | 2     | 3     | 4     | 5 | Widzów | *      |
| ----- | ----- | ----------- | ----- | --------- | ----- | ----- | ----- | ----- | - | ------ | ------ |
| 28.04 | 20:00 | Saint Lucia | 3:1   | Haiti     | 27:25 | 25:13 | 17:25 | 25:20 |   | 200    | Raport |

Klasyfikacja końcowa
| Miejsce | Reprezentacja       |
| ------- | ------------------- |
| 1       | Saint Lucia         |
| 2       | Haiti               |
| 3       | Salwador            |
| 4       | Saint Kitts i Nevis |

### Grupa K
Road Town
Tabela
| Lp. | Drużyna                    | Mecze | Mecze | Mecze | Pkt | Małe punkty | Małe punkty | Małe punkty | Sety | Sety | Sety  |
| Lp. | Drużyna                    | M     | W     | P     | Pkt | zdob.       | str.        | ratio       | wyg. | prz. | ratio |
| --- | -------------------------- | ----- | ----- | ----- | --- | ----------- | ----------- | ----------- | ---- | ---- | ----- |
| 1   | Dominikana                 | 3     | 3     | 0     | 15  | 225         | 125         | 1.800       | 9    | 0    | MAX   |
| 2   | Panama                     | 3     | 2     | 1     | 10  | 204         | 168         | 1.214       | 6    | 3    | 2.000 |
| 3   | Saint Vincent i Grenadyny  | 3     | 1     | 2     | 4   | 180         | 227         | 0.793       | 3    | 7    | 0.429 |
| 4   | Brytyjskie Wyspy Dziewicze | 3     | 0     | 3     | 1   | 158         | 247         | 0.640       | 1    | 9    | 0.111 |

Źródło: NORCECA
Punktacja: 3:0 – 5 pkt, 3:1 – 4 pkt, 3:2 – 3 pkt, 2:3 – 2 pkt, 1:3 – 1 pkt, 0:3 – 0 pkt
Zasady ustalania kolejności: 1. liczba zwycięstw, 2. liczba punktów, 3. stosunek małych punktów, 4. stosunek setów, 5. bilans w bezpośrednich meczach
Wyniki
| Data  | Godz. | Drużyna 1                  | Wynik | Drużyna 2                 | 1     | 2     | 3     | 4     | 5 | Widzów | *      |
| ----- | ----- | -------------------------- | ----- | ------------------------- | ----- | ----- | ----- | ----- | - | ------ | ------ |
| 27.07 | 09:00 | Dominikana                 | 3:0   | Saint Vincent i Grenadyny | 25:13 | 25:9  | 25:14 |       |   | 50     | Raport |
| 27.07 | 11:00 | Brytyjskie Wyspy Dziewicze | 0:3   | Panama                    | 18:25 | 14:25 | 14:25 |       |   | 75     | Raport |
| 27.07 | 18:00 | Dominikana                 | 3:0   | Panama                    | 25:18 | 25:14 | 25:22 |       |   | 150    | Raport |
| 27.07 | 20:00 | Brytyjskie Wyspy Dziewicze | 1:3   | Saint Vincent i Grenadyny | 18:25 | 25:22 | 12:25 | 22:25 |   | 100    | Raport |
| 28.07 | 09:00 | Saint Vincent i Grenadyny  | 0:3   | Panama                    | 18:25 | 17:25 | 12:25 |       |   | 30     | Raport |
| 28.07 | 11:00 | Brytyjskie Wyspy Dziewicze | 0:3   | Dominikana                | 12:25 | 12:25 | 11:25 |       |   | 75     | Raport |

Mecz o 3 miejsce
| Data  | Godz. | Drużyna 1                 | Wynik | Drużyna 2                  | 1     | 2     | 3     | 4     | 5 | Widzów | *      |
| ----- | ----- | ------------------------- | ----- | -------------------------- | ----- | ----- | ----- | ----- | - | ------ | ------ |
| 28.07 | 18:00 | Saint Vincent i Grenadyny | 3:1   | Brytyjskie Wyspy Dziewicze | 17:25 | 25:23 | 25:19 | 25:18 |   | 75     | Raport |

Finał
| Data  | Godz. | Drużyna 1  | Wynik | Drużyna 2 | 1     | 2    | 3     | 4 | 5 | Widzów | *      |
| ----- | ----- | ---------- | ----- | --------- | ----- | ---- | ----- | - | - | ------ | ------ |
| 28.07 | 20:00 | Dominikana | 3:0   | Panama    | 25:10 | 25:6 | 25:14 |   |   | 200    | Raport |

Klasyfikacja końcowa
| Miejsce | Reprezentacja              |
| ------- | -------------------------- |
| 1       | Dominikana                 |
| 2       | Panama                     |
| 3       | Saint Vincent i Grenadyny  |
| 4       | Brytyjskie Wyspy Dziewicze |

### Grupa L
Santa Cruz
Tabela
| Lp. | Drużyna           | Mecze | Mecze | Mecze | Pkt | Małe punkty | Małe punkty | Małe punkty | Sety | Sety | Sety  |
| Lp. | Drużyna           | M     | W     | P     | Pkt | zdob.       | str.        | ratio       | wyg. | prz. | ratio |
| --- | ----------------- | ----- | ----- | ----- | --- | ----------- | ----------- | ----------- | ---- | ---- | ----- |
| 1   | Kostaryka         | 3     | 3     | 0     | 13  | 281         | 220         | 1.277       | 9    | 2    | 4.500 |
| 2   | Aruba             | 3     | 2     | 1     | 7   | 248         | 265         | 0.936       | 6    | 6    | 1.000 |
| 3   | Curaçao           | 3     | 1     | 2     | 8   | 269         | 262         | 1.027       | 6    | 6    | 1.000 |
| 4   | Antigua i Barbuda | 3     | 0     | 3     | 2   | 217         | 268         | 0.810       | 2    | 9    | 0.222 |

Źródło: NORCECA
Punktacja: 3:0 – 5 pkt, 3:1 – 4 pkt, 3:2 – 3 pkt, 2:3 – 2 pkt, 1:3 – 1 pkt, 0:3 – 0 pkt
Zasady ustalania kolejności: 1. liczba zwycięstw, 2. liczba punktów, 3. stosunek małych punktów, 4. stosunek setów, 5. bilans w bezpośrednich meczach
Wyniki
| Data  | Godz. | Drużyna 1         | Wynik | Drużyna 2         | 1     | 2     | 3     | 4     | 5     | Widzów | *      |
| ----- | ----- | ----------------- | ----- | ----------------- | ----- | ----- | ----- | ----- | ----- | ------ | ------ |
| 18.05 | 09:00 | Curaçao           | 1:3   | Kostaryka         | 19:25 | 29:27 | 17:25 | 26:28 |       | 100    | Raport |
| 18.05 | 11:00 | Aruba             | 3:1   | Antigua i Barbuda | 17:25 | 25:20 | 25:21 | 25:21 |       | 150    | Raport |
| 18.05 | 18:00 | Antigua i Barbuda | 1:3   | Kostaryka         | 28:26 | 17:25 | 18:25 | 20:25 |       | 50     | Raport |
| 18.05 | 20:00 | Aruba             | 3:2   | Curaçao           | 20:25 | 25:15 | 23:25 | 27:25 | 15:13 | 200    | Raport |
| 19.05 | 9:00  | Antigua i Barbuda | 0:3   | Curaçao           | 11:25 | 17:25 | 19:25 |       |       | 50     | Raport |
| 19.05 | 11:00 | Aruba             | 0:3   | Kostaryka         | 15:25 | 12:25 | 19:25 |       |       | 100    | Raport |

Mecz o 3 miejsce
| Data  | Godz. | Drużyna 1 | Wynik | Drużyna 2         | 1     | 2     | 3     | 4 | 5 | Widzów | *      |
| ----- | ----- | --------- | ----- | ----------------- | ----- | ----- | ----- | - | - | ------ | ------ |
| 19.05 | 18:00 | Curaçao   | 3:0   | Antigua i Barbuda | 25:22 | 25:17 | 25:19 |   |   | 100    | Raport |

Finał
| Data  | Godz. | Drużyna 1 | Wynik | Drużyna 2 | 1     | 2     | 3     | 4     | 5 | Widzów | *      |
| ----- | ----- | --------- | ----- | --------- | ----- | ----- | ----- | ----- | - | ------ | ------ |
| 19.05 | 20:00 | Kostaryka | 3:1   | Aruba     | 25:22 | 25:22 | 19:25 | 25:15 |   | 200    | Raport |

Klasyfikacja końcowa
| Miejsce | Reprezentacja     |
| ------- | ----------------- |
| 1       | Kostaryka         |
| 2       | Aruba             |
| 3       | Curaçao           |
| 4       | Antigua i Barbuda |

### Grupa M
Paramaribo
Tabela
| Lp. | Drużyna   | Mecze | Mecze | Mecze | Pkt | Małe punkty | Małe punkty | Małe punkty | Sety | Sety | Sety  |
| Lp. | Drużyna   | M     | W     | P     | Pkt | zdob.       | str.        | ratio       | wyg. | prz. | ratio |
| --- | --------- | ----- | ----- | ----- | --- | ----------- | ----------- | ----------- | ---- | ---- | ----- |
| 1   | Surinam   | 3     | 2     | 1     | 10  | 208         | 169         | 1.231       | 6    | 3    | 2.000 |
| 2   | Gwatemala | 3     | 2     | 1     | 10  | 221         | 182         | 1.214       | 6    | 3    | 2.000 |
| 3   | Martynika | 3     | 2     | 1     | 10  | 213         | 190         | 1.121       | 6    | 3    | 2.000 |
| 4   | Anguilla  | 3     | 0     | 3     | 0   | 124         | 225         | 0.551       | 0    | 9    | 0.000 |

Źródło: NORCECA
Punktacja: 3:0 – 5 pkt, 3:1 – 4 pkt, 3:2 – 3 pkt, 2:3 – 2 pkt, 1:3 – 1 pkt, 0:3 – 0 pkt
Zasady ustalania kolejności: 1. liczba zwycięstw, 2. liczba punktów, 3. stosunek małych punktów, 4. stosunek setów, 5. bilans w bezpośrednich meczach
Wyniki
| Data  | Godz. | Drużyna 1 | Wynik | Drużyna 2 | 1     | 2     | 3     | 4 | 5 | Widzów | *      |
| ----- | ----- | --------- | ----- | --------- | ----- | ----- | ----- | - | - | ------ | ------ |
| 15.06 | 09:00 | Surinam   | 3:0   | Anguilla  | 25:11 | 25:13 | 25:13 |   |   | 150    | Raport |
| 15.06 | 11:00 | Martynika | 3:0   | Gwatemala | 25:20 | 31:29 | 25:22 |   |   | 100    | Raport |
| 15.06 | 18:00 | Gwatemala | 3:0   | Anguilla  | 25:10 | 25:15 | 25:18 |   |   | 125    | Raport |
| 15.06 | 20:00 | Surinam   | 3:0   | Martynika | 25:17 | 25:19 | 25:21 |   |   | 350    | Raport |
| 16.06 | 09:00 | Anguilla  | 0:3   | Martynika | 11:25 | 17:25 | 16:25 |   |   | 50     | Raport |
| 16.06 | 11:00 | Surinam   | 0:3   | Gwatemala | 17:25 | 18:25 | 23:25 |   |   | 200    | Raport |

Mecz o 3 miejsce
| Data  | Godz. | Drużyna 1 | Wynik | Drużyna 2 | 1     | 2     | 3     | 4 | 5 | Widzów | *      |
| ----- | ----- | --------- | ----- | --------- | ----- | ----- | ----- | - | - | ------ | ------ |
| 16.06 | 18:00 | Martynika | 3:0   | Anguilla  | 25:18 | 25:12 | 25:16 |   |   | 100    | Raport |

Finał
| Data  | Godz. | Drużyna 1 | Wynik | Drużyna 2 | 1     | 2     | 3     | 4     | 5 | Widzów | *      |
| ----- | ----- | --------- | ----- | --------- | ----- | ----- | ----- | ----- | - | ------ | ------ |
| 16.06 | 20:00 | Surinam   | 0:3   | Gwatemala | 22:25 | 23:25 | 26:24 | 21:25 |   | 400    | Raport |

Klasyfikacja końcowa
| Miejsce | Reprezentacja |
| ------- | ------------- |
| 1       | Gwatemala     |
| 2       | Surinam       |
| 3       | Martynika     |
| 4       | Anguilla      |

### Grupa N
Pointe-à-Pitre
Tabela
| Lp. | Drużyna   | Mecze | Mecze | Mecze | Pkt | Małe punkty | Małe punkty | Małe punkty | Sety | Sety | Sety  |
| Lp. | Drużyna   | M     | W     | P     | Pkt | zdob.       | str.        | ratio       | wyg. | prz. | ratio |
| --- | --------- | ----- | ----- | ----- | --- | ----------- | ----------- | ----------- | ---- | ---- | ----- |
| 1   | Gwadelupa | 3     | 3     | 0     | 13  | 249         | 202         | 1.233       | 9    | 2    | 4.500 |
| 2   | Honduras  | 3     | 2     | 1     | 12  | 252         | 189         | 1.333       | 8    | 3    | 2.667 |
| 3   | Dominika  | 3     | 1     | 2     | 4   | 200         | 233         | 0.858       | 3    | 7    | 0.429 |
| 4   | Grenada   | 3     | 0     | 3     | 1   | 164         | 241         | 0.680       | 1    | 9    | 0.111 |

Źródło: NORCECA
Punktacja: 3:0 – 5 pkt, 3:1 – 4 pkt, 3:2 – 3 pkt, 2:3 – 2 pkt, 1:3 – 1 pkt, 0:3 – 0 pkt
Zasady ustalania kolejności: 1. liczba zwycięstw, 2. liczba punktów, 3. stosunek małych punktów, 4. stosunek setów, 5. bilans w bezpośrednich meczach
Wyniki
| Data  | Godz. | Drużyna 1 | Wynik | Drużyna 2 | 1     | 2     | 3     | 4     | 5     | Widzów | * |
| ----- | ----- | --------- | ----- | --------- | ----- | ----- | ----- | ----- | ----- | ------ | - |
| 15.06 | 09:00 | Gwadelupa | 3:0   | Grenada   | 25:18 | 25:16 | 25:17 |       |       |        |   |
| 15.06 | 11:00 | Dominika  | 0:3   | Honduras  | 17:25 | 21:25 | 22:25 |       |       |        |   |
| 15.06 | 18:00 | Honduras  | 3:0   | Grenada   | 25:11 | 25:11 | 25:8  |       |       |        |   |
| 15.06 | 20:00 | Gwadelupa | 3:0   | Dominika  | 25:15 | 25:12 | 25:22 |       |       |        |   |
| 16.06 | 09:00 | Grenada   | 1:3   | Dominika  | 25:16 | 17:25 | 22:25 | 19:25 |       |        |   |
| 16.06 | 11:00 | Gwadelupa | 3:2   | Honduras  | 14:25 | 20:25 | 25:22 | 25:18 | 15:12 |        |   |

Mecz o 3 miejsce
| Data  | Godz. | Drużyna 1 | Wynik | Drużyna 2 | 1     | 2     | 3     | 4 | 5 | Widzów | * |
| ----- | ----- | --------- | ----- | --------- | ----- | ----- | ----- | - | - | ------ | - |
| 16.06 | 18:00 | Dominika  | 3:0   | Grenada   | 25:14 | 25:21 | 25:19 |   |   |        |   |

Finał
| Data  | Godz. | Drużyna 1 | Wynik | Drużyna 2 | 1     | 2     | 3     | 4 | 5 | Widzów | * |
| ----- | ----- | --------- | ----- | --------- | ----- | ----- | ----- | - | - | ------ | - |
| 16.06 | 20:00 | Gwadelupa | 0:3   | Honduras  | 21:25 | 14:25 | 11:25 |   |   |        |   |

Klasyfikacja końcowa
| Miejsce | Reprezentacja |
| ------- | ------------- |
| 1       | Honduras      |
| 2       | Gwadelupa     |
| 3       | Dominika      |
| 4       | Grenada       |

## Trzecia runda kwalifikacyjna
awans do MŚ
     play-off
     awans do finału grupy

### Grupa O
Colorado Springs
Tabela
| Lp. | Drużyna           | Mecze | Mecze | Mecze | Pkt | Małe punkty | Małe punkty | Małe punkty | Sety | Sety | Sety  |
| Lp. | Drużyna           | M     | W     | P     | Pkt | zdob.       | str.        | ratio       | wyg. | prz. | ratio |
| --- | ----------------- | ----- | ----- | ----- | --- | ----------- | ----------- | ----------- | ---- | ---- | ----- |
| 1   | Stany Zjednoczone | 3     | 3     | 0     | 15  | 225         | 105         | 2.143       | 9    | 0    | MAX   |
| 2   | Gwatemala         | 3     | 2     | 1     | 10  | 192         | 175         | 1.097       | 6    | 3    | 2.000 |
| 3   | Haiti             | 3     | 1     | 2     | 4   | 169         | 245         | 0.690       | 3    | 7    | 0.429 |
| 4   | Saint Lucia       | 3     | 0     | 3     | 1   | 181         | 242         | 0.748       | 1    | 9    | 0.111 |

Źródło: NORCECA
Punktacja: 3:0 – 5 pkt, 3:1 – 4 pkt, 3:2 – 3 pkt, 2:3 – 2 pkt, 1:3 – 1 pkt, 0:3 – 0 pkt
Zasady ustalania kolejności: 1. liczba zwycięstw, 2. liczba punktów, 3. stosunek małych punktów, 4. stosunek setów, 5. bilans w bezpośrednich meczach
Wyniki
| Data  | Godz. | Drużyna 1         | Wynik | Drużyna 2   | 1     | 2     | 3     | 4     | 5 | Widzów | *      |
| ----- | ----- | ----------------- | ----- | ----------- | ----- | ----- | ----- | ----- | - | ------ | ------ |
| 15.05 | 17:00 | Gwatemala         | 3:0   | Haiti       | 25:17 | 25:20 | 25:8  |       |   | 300    | Raport |
| 15.05 | 19:00 | Stany Zjednoczone | 3:0   | Saint Lucia | 25:13 | 25:9  | 25:9  |       |   | 500    | Raport |
| 16.05 | 17:00 | Haiti             | 3:1   | Saint Lucia | 12:25 | 25:23 | 25:19 | 30:28 |   | 250    | Raport |
| 16.05 | 19:00 | Stany Zjednoczone | 3:0   | Gwatemala   | 25:12 | 25:14 | 25:16 |       |   | 525    | Raport |
| 17.05 | 17:00 | Saint Lucia       | 0:3   | Gwatemala   | 18:25 | 18:25 | 19:25 |       |   | 300    | Raport |
| 17.05 | 19:00 | Stany Zjednoczone | 3:0   | Haiti       | 25:7  | 25:10 | 25:15 |       |   | 800    | Raport |

Mecz o 3 miejsce
| Data  | Godz. | Drużyna 1 | Wynik | Drużyna 2   | 1     | 2     | 3     | 4     | 5     | Widzów | *      |
| ----- | ----- | --------- | ----- | ----------- | ----- | ----- | ----- | ----- | ----- | ------ | ------ |
| 18.05 | 17:00 | Haiti     | 2:3   | Saint Lucia | 25:15 | 23:25 | 25:18 | 21:25 | 12:15 | 450    | Raport |

Finał
| Data  | Godz. | Drużyna 1         | Wynik | Drużyna 2 | 1     | 2     | 3     | 4 | 5 | Widzów | *      |
| ----- | ----- | ----------------- | ----- | --------- | ----- | ----- | ----- | - | - | ------ | ------ |
| 18.05 | 19:00 | Stany Zjednoczone | 3:0   | Gwatemala | 25:18 | 25:22 | 25:15 |   |   | 800    | Raport |

Klasyfikacja końcowa
| Miejsce | Reprezentacja     |
| ------- | ----------------- |
| 1       | Stany Zjednoczone |
| 2       | Gwatemala         |
| 3       | Haiti             |
| 4       | Saint Lucia       |

### Grupa P
Hawana
Tabela
| Lp. | Drużyna    | Mecze | Mecze | Mecze | Pkt | Małe punkty | Małe punkty | Małe punkty | Sety | Sety | Sety  |
| Lp. | Drużyna    | M     | W     | P     | Pkt | zdob.       | str.        | ratio       | wyg. | prz. | ratio |
| --- | ---------- | ----- | ----- | ----- | --- | ----------- | ----------- | ----------- | ---- | ---- | ----- |
| 1   | Kuba       | 3     | 3     | 0     | 14  | 245         | 154         | 1.591       | 9    | 1    | 9.000 |
| 2   | Dominikana | 3     | 2     | 1     | 11  | 220         | 200         | 1.100       | 7    | 3    | 2.333 |
| 3   | Barbados   | 3     | 1     | 2     | 5   | 176         | 206         | 0.854       | 3    | 6    | 0.500 |
| 4   | Surinam    | 3     | 0     | 3     | 0   | 144         | 225         | 0.640       | 0    | 9    | 0.000 |

Źródło: NORCECA
Punktacja: 3:0 – 5 pkt, 3:1 – 4 pkt, 3:2 – 3 pkt, 2:3 – 2 pkt, 1:3 – 1 pkt, 0:3 – 0 pkt
Zasady ustalania kolejności: 1. liczba zwycięstw, 2. liczba punktów, 3. stosunek małych punktów, 4. stosunek setów, 5. bilans w bezpośrednich meczach
Wyniki
| Data  | Godz. | Drużyna 1  | Wynik | Drużyna 2  | 1     | 2     | 3     | 4     | 5 | Widzów | *      |
| ----- | ----- | ---------- | ----- | ---------- | ----- | ----- | ----- | ----- | - | ------ | ------ |
| 21.05 | 15:00 | Dominikana | 3:0   | Surinam    | 25:15 | 25:19 | 25:21 |       |   | 300    | Raport |
| 21.05 | 17:00 | Kuba       | 3:0   | Barbados   | 25:18 | 25:19 | 25:14 |       |   | 350    | Raport |
| 22.05 | 15:00 | Barbados   | 0:3   | Dominikana | 13:25 | 16:25 | 21:25 |       |   | 300    | Raport |
| 22.05 | 17:00 | Kuba       | 3:0   | Surinam    | 25:13 | 25:9  | 25:11 |       |   | 500    | Raport |
| 23.05 | 15:00 | Surinam    | 0:3   | Barbados   | 22:25 | 18:25 | 16:25 |       |   | 200    | Raport |
| 23.05 | 17:00 | Kuba       | 3:1   | Dominikana | 25:14 | 20:25 | 25:17 | 25:14 |   | 500    | Raport |

Mecz o 3 miejsce
| Data  | Godz. | Drużyna 1 | Wynik | Drużyna 2 | 1     | 2     | 3     | 4     | 5     | Widzów | *      |
| ----- | ----- | --------- | ----- | --------- | ----- | ----- | ----- | ----- | ----- | ------ | ------ |
| 24.05 | 15:00 | Barbados  | 3:2   | Surinam   | 31:29 | 23:25 | 25:14 | 24:26 | 16:14 | 500    | Raport |

Finał
| Data  | Godz. | Drużyna 1 | Wynik | Drużyna 2  | 1     | 2     | 3     | 4     | 5 | Widzów | *      |
| ----- | ----- | --------- | ----- | ---------- | ----- | ----- | ----- | ----- | - | ------ | ------ |
| 24.05 | 17:00 | Kuba      | 3:1   | Dominikana | 25:14 | 26:28 | 25:18 | 25:12 |   | 2 000  | Raport |

Klasyfikacja końcowa
| Miejsce | Reprezentacja |
| ------- | ------------- |
| 1       | Kuba          |
| 2       | Dominikana    |
| 3       | Barbados      |
| 4       | Surinam       |

### Grupa Q
Mississauga
Tabela
| Lp. | Drużyna           | Mecze | Mecze | Mecze | Pkt | Małe punkty | Małe punkty | Małe punkty | Sety | Sety | Sety  |
| Lp. | Drużyna           | M     | W     | P     | Pkt | zdob.       | str.        | ratio       | wyg. | prz. | ratio |
| --- | ----------------- | ----- | ----- | ----- | --- | ----------- | ----------- | ----------- | ---- | ---- | ----- |
| 1   | Kanada            | 3     | 3     | 0     | 15  | 225         | 134         | 1.679       | 9    | 0    | MAX   |
| 2   | Kostaryka         | 3     | 2     | 1     | 7   | 240         | 270         | 0.889       | 6    | 6    | 1.000 |
| 3   | Panama            | 3     | 1     | 2     | 5   | 237         | 263         | 0.901       | 4    | 7    | 0.571 |
| 4   | Trynidad i Tobago | 3     | 0     | 3     | 3   | 241         | 276         | 0.873       | 3    | 9    | 0.333 |

Źródło: NORCECA
Punktacja: 3:0 – 5 pkt, 3:1 – 4 pkt, 3:2 – 3 pkt, 2:3 – 2 pkt, 1:3 – 1 pkt, 0:3 – 0 pkt
Zasady ustalania kolejności: 1. liczba zwycięstw, 2. liczba punktów, 3. stosunek małych punktów, 4. stosunek setów, 5. bilans w bezpośrednich meczach
Wyniki
| Data  | Godz. | Drużyna 1         | Wynik | Drużyna 2         | 1     | 2     | 3     | 4     | 5     | Widzów | *      |
| ----- | ----- | ----------------- | ----- | ----------------- | ----- | ----- | ----- | ----- | ----- | ------ | ------ |
| 16.05 | 16:00 | Trynidad i Tobago | 2:3   | Kostaryka         | 25:17 | 23:25 | 20:25 | 25:18 | 13:15 | 150    | Raport |
| 16.05 | 20:00 | Kanada            | 3:0   | Panama            | 25:17 | 25:12 | 25:18 |       |       | 200    | Raport |
| 17.05 | 16:00 | Kostaryka         | 3:1   | Panama            | 25:21 | 25:20 | 23:25 | 25:23 |       | 645    | Raport |
| 17.05 | 18:00 | Kanada            | 3:0   | Trynidad i Tobago | 25:13 | 25:11 | 25:21 |       |       | 1 000  | Raport |
| 18.05 | 14:00 | Panama            | 3:1   | Trynidad i Tobago | 26:28 | 25:23 | 25:20 | 25:19 |       | 455    | Raport |
| 18.05 | 20:00 | Kanada            | 3:0   | Kostaryka         | 25:14 | 25:16 | 25:12 |       |       | 850    | Raport |

Mecz o 3 miejsce
| Data  | Godz. | Drużyna 1 | Wynik | Drużyna 2         | 1     | 2     | 3     | 4     | 5 | Widzów | *      |
| ----- | ----- | --------- | ----- | ----------------- | ----- | ----- | ----- | ----- | - | ------ | ------ |
| 19.05 | 14:00 | Panama    | 1:3   | Trynidad i Tobago | 19:25 | 28:26 | 20:25 | 19:25 |   | 445    | Raport |

Finał
| Data  | Godz. | Drużyna 1 | Wynik | Drużyna 2 | 1     | 2     | 3     | 4 | 5 | Widzów | *      |
| ----- | ----- | --------- | ----- | --------- | ----- | ----- | ----- | - | - | ------ | ------ |
| 19.05 | 18:00 | Kanada    | 3:0   | Kostaryka | 25:14 | 25:15 | 25:16 |   |   | 1 00   | Raport |

Klasyfikacja końcowa
| Miejsce | Reprezentacja     |
| ------- | ----------------- |
| 1       | Kanada            |
| 2       | Kostaryka         |
| 3       | Trynidad i Tobago |
| 4       | Panama            |

### Grupa R
Ponce
Tabela
| Lp. | Drużyna   | Mecze | Mecze | Mecze | Pkt | Małe punkty | Małe punkty | Małe punkty | Sety | Sety | Sety  |
| Lp. | Drużyna   | M     | W     | P     | Pkt | zdob.       | str.        | ratio       | wyg. | prz. | ratio |
| --- | --------- | ----- | ----- | ----- | --- | ----------- | ----------- | ----------- | ---- | ---- | ----- |
| 1   | Portoryko | 3     | 3     | 0     | 15  | 225         | 149         | 1.510       | 9    | 0    | MAX   |
| 2   | Meksyk    | 3     | 2     | 1     | 9   | 224         | 197         | 1.137       | 6    | 4    | 1.500 |
| 3   | Bahamy    | 3     | 1     | 2     | 6   | 199         | 235         | 0.847       | 4    | 6    | 0.667 |
| 4   | Honduras  | 3     | 0     | 3     | 0   | 158         | 225         | 0.702       | 0    | 9    | 0.000 |

Źródło: NORCECA
Punktacja: 3:0 – 5 pkt, 3:1 – 4 pkt, 3:2 – 3 pkt, 2:3 – 2 pkt, 1:3 – 1 pkt, 0:3 – 0 pkt
Zasady ustalania kolejności: 1. liczba zwycięstw, 2. liczba punktów, 3. stosunek małych punktów, 4. stosunek setów, 5. bilans w bezpośrednich meczach
Wyniki
| Data  | Godz. | Drużyna 1 | Wynik | Drużyna 2 | 1     | 2     | 3     | 4     | 5 | Widzów | *      |
| ----- | ----- | --------- | ----- | --------- | ----- | ----- | ----- | ----- | - | ------ | ------ |
| 22.05 | 16:00 | Meksyk    | 3:1   | Bahamy    | 22:25 | 25:15 | 25:13 | 25:21 |   | 400    | Raport |
| 22.05 | 18:00 | Portoryko | 3:0   | Honduras  | 25:22 | 25:11 | 25:14 |       |   | 1 000  | Raport |
| 23.05 | 14:00 | Bahamy    | 3:0   | Honduras  | 25:22 | 25:19 | 25:22 |       |   | 150    | Raport |
| 23.05 | 20:00 | Portoryko | 3:0   | Meksyk    | 25:13 | 25:20 | 25:19 |       |   | 700    | Raport |
| 24.05 | 16:00 | Honduras  | 0:3   | Meksyk    | 15:25 | 15:25 | 18:25 |       |   | 150    | Raport |
| 24.05 | 20:00 | Portoryko | 3:0   | Bahamy    | 25:19 | 25:17 | 25:14 |       |   | 1 000  | Raport |

Mecz o 3 miejsce
| Data  | Godz. | Drużyna 1 | Wynik | Drużyna 2 | 1     | 2     | 3     | 4 | 5 | Widzów | *      |
| ----- | ----- | --------- | ----- | --------- | ----- | ----- | ----- | - | - | ------ | ------ |
| 25.05 | 14:00 | Bahamy    | 3:0   | Honduras  | 25:15 | 25:19 | 25:23 |   |   | 200    | Raport |

Finał
| Data  | Godz. | Drużyna 1 | Wynik | Drużyna 2 | 1     | 2     | 3     | 4 | 5 | Widzów | *      |
| ----- | ----- | --------- | ----- | --------- | ----- | ----- | ----- | - | - | ------ | ------ |
| 25.05 | 20:00 | Portoryko | 0:3   | Meksyk    | 23:25 | 21:25 | 23:25 |   |   | 2 300  | Raport |

Klasyfikacja końcowa
| Miejsce | Reprezentacja |
| ------- | ------------- |
| 1       | Meksyk        |
| 2       | Portoryko     |
| 3       | Bahamy        |
| 4       | Honduras      |

## Play-off
Ponce
Tabela
| Lp. | Drużyna    | Mecze | Mecze | Mecze | Pkt | Małe punkty | Małe punkty | Małe punkty | Sety | Sety | Sety  |
| Lp. | Drużyna    | M     | W     | P     | Pkt | zdob.       | str.        | ratio       | wyg. | prz. | ratio |
| --- | ---------- | ----- | ----- | ----- | --- | ----------- | ----------- | ----------- | ---- | ---- | ----- |
| 1   | Portoryko  | 3     | 3     | 0     | 13  | 256         | 180         | 1.422       | 9    | 2    | 4.500 |
| 2   | Dominikana | 3     | 2     | 1     | 11  | 266         | 256         | 1.039       | 8    | 4    | 2.000 |
| 3   | Kostaryka  | 3     | 1     | 2     | 6   | 216         | 236         | 0.915       | 4    | 6    | 0.667 |
| 4   | Gwatemala  | 3     | 0     | 3     | 0   | 163         | 229         | 0.712       | 0    | 9    | 0.000 |

Źródło: NORCECA
Punktacja: 3:0 – 5 pkt, 3:1 – 4 pkt, 3:2 – 3 pkt, 2:3 – 2 pkt, 1:3 – 1 pkt, 0:3 – 0 pkt
Zasady ustalania kolejności: 1. liczba zwycięstw, 2. liczba punktów, 3. stosunek małych punktów, 4. stosunek setów, 5. bilans w bezpośrednich meczach
Wyniki
| Data  | Godz. | Drużyna 1  | Wynik | Drużyna 2  | 1     | 2     | 3     | 4     | 5     | Widzów | * |
| ----- | ----- | ---------- | ----- | ---------- | ----- | ----- | ----- | ----- | ----- | ------ | - |
| 17.07 | 23:00 | Gwatemala  | 0:3   | Dominikana | 27:29 | 13:25 | 18:25 |       |       |        |   |
| 17.07 | 01:30 | Portoryko  | 3:0   | Kostaryka  | 25:16 | 25:19 | 25:14 |       |       |        |   |
| 18.07 | 23:00 | Dominikana | 3:1   | Kostaryka  | 25:23 | 25:22 | 20:25 | 25:22 |       |        |   |
| 18.07 | 01:30 | Portoryko  | 3:0   | Gwatemala  | 25:17 | 25:13 | 25:9  |       |       |        |   |
| 19.07 | 23:00 | Kostaryka  | 3:0   | Gwatemala  | 25:23 | 25:20 | 25:23 |       |       |        |   |
| 19.07 | 01:30 | Portoryko  | 3:2   | Dominikana | 20:25 | 25:14 | 21:25 | 25:15 | 15:13 |        |   |

Mecz o 3 miejsce
| Data  | Godz. | Drużyna 1 | Wynik | Drużyna 2 | 1     | 2     | 3     | 4 | 5 | Widzów | * |
| ----- | ----- | --------- | ----- | --------- | ----- | ----- | ----- | - | - | ------ | - |
| 20.07 | 22:30 | Kostaryka | 0:3   | Gwatemala | 23:25 | 23:25 | 22:25 |   |   |        |   |

Finał
| Data  | Godz. | Drużyna 1 | Wynik | Drużyna 2  | 1     | 2     | 3     | 4 | 5 | Widzów | * |
| ----- | ----- | --------- | ----- | ---------- | ----- | ----- | ----- | - | - | ------ | - |
| 21.07 | 01:30 | Portoryko | 3:0   | Dominikana | 25:19 | 25:23 | 25:17 |   |   |        |   |

Klasyfikacja końcowa
| Miejsce | Reprezentacja |
| ------- | ------------- |
| 1       | Portoryko     |
| 2       | Dominikana    |
| 3       | Gwatemala     |
| 4       | Kostaryka     |